# Antonio Escobar y Mendoza
Pour les articles homonymes, voir Escobar.
Antonio de Escobar y Mendoza (né en 1589 à Valladolid - mort le 4 juillet 1669 à Valladolid) est un prêtre jésuite espagnol, écrivain moraliste et prédicateur de renom.

## Biographie
D'ascendance illustre Escobar est instruit dans un collège jésuite et à l'âge de quinze ans entra dans la compagnie de Jésus. Après son ordination sacerdotale, il s'engage dans une activité pastorale débordante : les confessions, la prédication, l'assistance aux prisonniers, aux malades et moribonds. Il dirige deux congrégations mariales. Sa grande austérité de vie personnelle donne encore plus de poids à une prédication qui attire les foules. Telle est sa facilité que pendant cinquante ans il prêche tous les jours et parfois deux fois par jour au collège de Valladolid dont il est le recteur durant quelques années.
Escobar écrit également : ses œuvres complètes remplissent quatre-vingt-trois volumes. Ses premières tentatives littéraires étaient des vers latins à l'éloge d'Ignace de Loyola (1613) et de la Vierge Marie (1618) ; mais il est surtout resté fameux comme un casuiste. Ses travaux principaux appartiennent au domaine de l'exégèse et de la théologie morale. Dans ce dernier domaine on connaît surtout sa Summula casuum conscientiae (1627), son Liber theologiae moralis (1644) et ses Universae theologiae moralis problemata (1652-1666).

## Controverse avec Pascal
Dans sa résolution des « cas de conscience », l'austère jésuite a cependant des positions extrêmes qui le font accuser de « jésuitisme ». La Summula est sévèrement critiquée par Blaise Pascal dans ses Lettres Provinciales (Escobar est cité 66 fois), comme tendant à prôner une morale relâchée, car s'appuyant sur le probabilisme. Le livre contient aussi la maxime célèbre selon laquelle la pureté d'intention peut justifier des actions qui en elles-mêmes sont contraires au code moral et aux lois humaines ; et la tendance générale est de chercher des excuses aux fragilités humaines. Cette approche des problèmes de conscience choque nombre de catholiques : les parlements de Paris, Bordeaux, Rennes et Rouen les font brûler publiquement, et finalement l'Église elle-même condamne certaines propositions d´Escobar. Elles sont également ridiculisées avec esprit par Molière, Boileau et La Fontaine, si bien que peu à peu le nom d’Escobar en est venu à désigner en France n'importe quelle personne qui sait adroitement se fabriquer des règles de moralité en harmonie avec ses propres intérêts.
Escobar lui-même est toujours resté un homme simple dans ses mœurs, un strict observateur des règles de son ordre, et qui consacrait tous ses efforts à réformer la vie de ses pénitents. On a dit à son sujet qu'il achetait le ciel chèrement pour lui, mais le donnait à bon marché aux autres. Dix ans après sa mort, cependant, le pape Innocent XI condamna publiquement soixante-cinq de ses quatre-vingt trois ouvrages, en même temps que des maximes de Suarez, un autre casuiste, comme propositiones laxorum moralistarum : par là, le Vatican interdisait à tout catholique de les enseigner et menaçait d'excommunication ceux qui le feraient.

## Œuvres
Liber theologiae moralis viginti quatuor societatis Iesu doctoribus Lugduni 1644